# أحمد الحداد (ممثل)
أحمد الحداد أو أحمد محمود محمد (18 نوفمبر 1928 - 17 يونيو 1992)، ممثل كوميدي مصري، من مواليد محافظة بني سويف مركز الواسطى. حصل على دبلوم الصناعة الزخرفية، وعمل رساماً معمارياً بمصلحة الفلاح ثم سكرتيراً للجنة توحيد الزي. انضم إلى فرقة ساعة لقلبك عام 1953، وأدى شخصية الرغاية، ثم عمل في السينما والتليفزيون، كما عمل مدرساً، وسجل أعماله في شرائط كاسيت، قبل أن يداهمه المرض الطويل في نهاية حياته. اعتمد على الكوميديا، ولم يسع إلى تجديد نفسه، حيث حاول دوماً استثمار نجاحه الأسبق، يمكن مشاهدته في شاطئ الأسرار.

## أعماله
تمثيل (36 عمل)
1. علي الزيبق، مسلسل 1985
2. العاشقة، فيلم، 1980
3. نوع من النساء، فيلم، 1979
4. شياطين إلى الأبد، فيلم، 1974
5. ليلة حب أخيرة، فيلم، 1972
6. أضواء المدينة، فيلم، 1972
7. لا.. لا.. ياحبيبي، فيلم، 1970
8. غرام تلميذة، فيلم، 1969
9. للمتزوجين فقط، فيلم، 1969
10. عالم مضحك جداً، فيلم، 1968
11. حلوة وشقية، فيلم، 1968
12. التلميذة والأستاذ، فيلم، 1968
13. شقة الطلبة، فيلم، 1967
14. معبودة الجماهير، فيلم، 1967
15. المماليك، فيلم، 1965 بهلول
16. أيام ضائعة، فيلم، 1965
17. الرسالة الأخيرة، فيلم، 1964
18. الابن المفقود، فيلم، 1964
19. نمر التلامذة، فيلم، 1964
20. العزاب الثلاثة، فيلم، 1964
21. زوجة من باريس، فيلم، 1964 المدرس الي سأل داوود
22. صاحب الجلالة، فيلم، 1963 حسان السائق
23. سلاسل من حرير، فيلم، 1962
24. مافيش تفاهم، فيلم، 1961
25. رسالة إلى الله، فيلم، 1961
26. دماء على النيل، فيلم، 1961
27. صراع في النيل، فيلم، 1959
28. شارع الحب، فيلم، 1958
29. شاطئ الأسرار، فيلم، 1958
30. هارب من الحب، فيلم، 1957
31. دليلة، فيلم، 1956
32. شاطئ الذكريات، فيلم، 1955
33. عاشق الروح، فيلم، 1955
34. ليلة من عمري، فيلم، 1954
35. بلبل أفندي، فيلم، 1948
36. الإمبراطور الأعظم، فيلم

## وصلات خارجية
- أحمد الحداد على موقع قاعدة بيانات الأفلام العربية